# 品田悦一
品田 悦一（しなだ よしかず、1959年1月30日 - ）は、日本の国文学者。学位は文学修士。東京大学大学院総合文化研究科言語情報科学専攻教授。

## 経歴
群馬県出身。群馬県立前橋高等学校を経て、東京大学大学院人文科学研究科博士課程単位取得退学。聖心女子大学文学部教授などを経て、2004年に東京大学准教授、2011年10月に教授。
1989年に「短歌成立の前史・試論」ほか一連の『万葉集』研究で第15回日本古典文学会賞。2002年に『万葉集の発明』で第19回上代文学会賞。2011年に評伝『斎藤茂吉』で第22回斎藤茂吉短歌文学賞、第9回日本歌人クラブ評論賞。2015年に『斎藤茂吉　異形の短歌』で第23回やまなし文学賞。

## 業績
専門は日本古代文学（歌謡・和歌特に『万葉集』の東歌）。初の単著『万葉集の発明』では、『万葉集』が近代国民国家の文化装置として「国民歌集」の地位を与えられるようになり、「創られた伝統」として成立していくことになった過程を研究。同著は中国語訳もなされた。
2019年に発表された新元号「令和」が『万葉集』を出典としていると報道されたことから脚光を浴びたが、政治権力が国威発揚の目的で『万葉集』を利用することに対しては一貫して批判的である。また、斎藤茂吉の『万葉集』享受の研究でも知られる。

## 著書
- 『万葉集の発明：国民国家と文化装置としての古典』新曜社、2001年。ISBN 4-7885-0746-3（新装版、2019年。ISBN 978-4-7885-1634-2）
- 『斎藤茂吉：あかあかと一本の道とほりたり』ミネルヴァ書房〈ミネルヴァ日本評伝選〉、2010年。ISBN 978-4-623-05782-5
- 『斎藤茂吉：異形の短歌』新潮社〈新潮選書〉、2014年。ISBN 978-4-10-603741-2
- 『鬼酣房先生かく語りき』青磁社、2015年。ISBN 978-4-86198-307-8
- 『万葉ポピュリズムを斬る』短歌研究社、2020年。ISBN 978-4-06-520927-1（講談社発売）